# Spongia dentata
Spongia dentata är en svampdjursart som beskrevs av Hyatt 1877. Spongia dentata ingår i släktet Spongia och familjen Spongiidae. Inga underarter finns listade i Catalogue of Life.